# هیدن هیلز (کالیفرنیا)
هیدن هیلز (به انگلیسی: Hidden Hills) شهری در شهرستان لس‌آنجلس، کالیفرنیا ایالت کالیفرنیا است که در سرشماری سال ۲۰۱۰ میلادی، ۱۸۵۶ نفر جمعیت داشته است.